# Kárpótlás (település)
Kárpótlás (ukránul: Карповтлаш) falu Ukrajnában, a Kárpátalján, a Huszti járásban.

## Fekvése
Huszttól északkeletre, Iza keleti szomszédjában fekvő település.

## Története
A falu neve a magyar kárpótlás szóból származik. A település közelében található a Szent Miklós kolostor.

## Nevezetességek
- Szent Miklós kolostor